# Doris Day
Pour les articles homonymes, voir Day.
Mary Ann Kappelhoff, dite Doris Day, est une actrice, chanteuse et productrice américaine, née le 3 avril 1922, à Cincinnati dans l'Ohio et morte le 13 mai 2019 à Carmel-by-the-Sea en Californie.
Elle commence sa carrière comme chanteuse de big band en 1939, obtenant un succès commercial en 1945 avec deux enregistrements n°1, Sentimental Journey (en) et My Dreams Are Getting Better All the Time (en), avec Les Brown and His Band of Renown. Elle quitte la formation pour se lancer dans une carrière solo et enregistre plus de 650 chansons de 1947 à 1967.
Day est l’une des principales stars du cinéma hollywoodien des années 1950 et 1960. Sa carrière cinématographique débute avec Romance à Rio (1948). Elle a joué dans des films de nombreux genres, notamment des films musicaux, des comédies, des drames et des thrillers. Elle tient le rôle titre dans La Blonde du Far-West (1953) et joue dans L'Homme qui en savait trop (1956) d'Alfred Hitchcock avec James Stewart. Elle partage la vedette avec Rock Hudson dans trois comédies à succès, dont Confidences sur l'oreiller (1959), pour laquelle elle est nommée à l'Oscar de la meilleure actrice. Elle travaille également avec James Garner sur Pousse-toi, chérie (1963) et Le Piment de la vie (1963) et joue aux côtés de Clark Gable, Cary Grant, James Cagney, David Niven, Ginger Rogers, Jack Lemmon, Frank Sinatra, Kirk Douglas, Lauren Bacall et Rod Taylor dans divers films. Après avoir mis fin à sa carrière cinématographique en 1968, brièvement éloignée du sommet de sa popularité, elle joue dans sa propre sitcom télévisée, Doris Day comédie (1968-1973).
En 1989, elle reçoit le Golden Globe et le Cecil B. DeMille Award pour l'ensemble de sa carrière dans le cinéma. En 2004, elle reçoit la médaille présidentielle de la Liberté. En 2008, elle reçoit le Grammy Lifetime Achievement Award ainsi qu'un Legend Award de la Society of Singers (en). En 2011, elle reçoit le Los Angeles Film Critics Association's Career Achievement Award. En 2011, elle sort son 29e album studio, My Heart (en), qui contient de nouvelles chansons et atteint le top 10 britannique. En 2020, elle est l'une des huit artistes de la chanson à avoir été quatre fois n°1 du box-office aux États-Unis,.

## Biographie

### Première vocation, accident et convalescence
Fille d'Alma Sophie (née Welz, femme au foyer) et William Joseph Kappelhoff (professeur de musique et chef de chœur), tous deux d'origine hollandaise. Doris Day se destinait à une carrière de danseuse à Hollywood avec son partenaire de danse Jerry Dougherty.
Le 13 octobre 1938, en revenant d’une cérémonie pour célébrer son départ pour Hollywood, sa voiture entre en collision avec un train. Sa jambe droite est fracturée à deux endroits. Après l'opération de sa jambe, elle rentre chez elle pour récupérer, mais en entrant dans la maison, elle glisse sur le tapis et se fracture une fois de plus la jambe. Elle passe une année complète à se remettre de ses blessures. Pour passer le temps, Doris Day chante les chansons de blues et de jazz qui passent à la radio. Elle admire particulièrement la chanteuse de jazz Ella Fitzgerald. Sa mère lui paie des cours de chant avec Grace Raine qui décèle chez Doris un talent certain pour le chant. Elle ira même par bonté jusqu'à lui donner trois leçons par semaine pour le prix d'une.

### Début de carrière au music-hall
Elle entame sa carrière, sous le pseudonyme de Doris Day, par le music-hall, les grands orchestres et le disque avant de débuter à l'écran en 1948. Avant d'approfondir sa carrière comme chanteuse, Doris chante pour le groupe de Les Brown avec lequel elle enregistre 42 chansons. Douze de ces chansons figurèrent dans le Top Twenty Countdown, qui est une liste des chansons considérées comme les plus populaires à la radio. Elle commence à travailler à la WLW (en) où elle chante au Midnight Show cinq fois par semaine.
Lors d'un de ses spectacles, Les Brown écoute l'émission et tombe amoureux de la voix sensuelle de Doris Day. Le groupe et surtout Doris deviennent de plus en plus reconnus grâce à la chanson Sentimental Journey qui touche les gens qui ont vécu ou ont été témoins de la Seconde Guerre mondiale. Doris Day quitte le groupe de Brown pour épouser Al Jorden, le tromboniste du groupe de Bob Crosby avec lequel Doris Day avait débuté avant Les Brown. Amant très jaloux, il accuse Doris de coucher avec un autre homme. Son mari est obsessionnellement jaloux, l'accusant même de le tromper lorsqu'elle dit simplement bonjour à un homme qu'elle connaît ; il l'agresse psychologiquement et même physiquement. Alors que Doris Day est enceinte, il abuse d'elle physiquement et mentalement. Elle quitte Al Jorden un an plus tard, après son accouchement, et retourne à Cincinnati.

### Vers le cinéma et la télévision

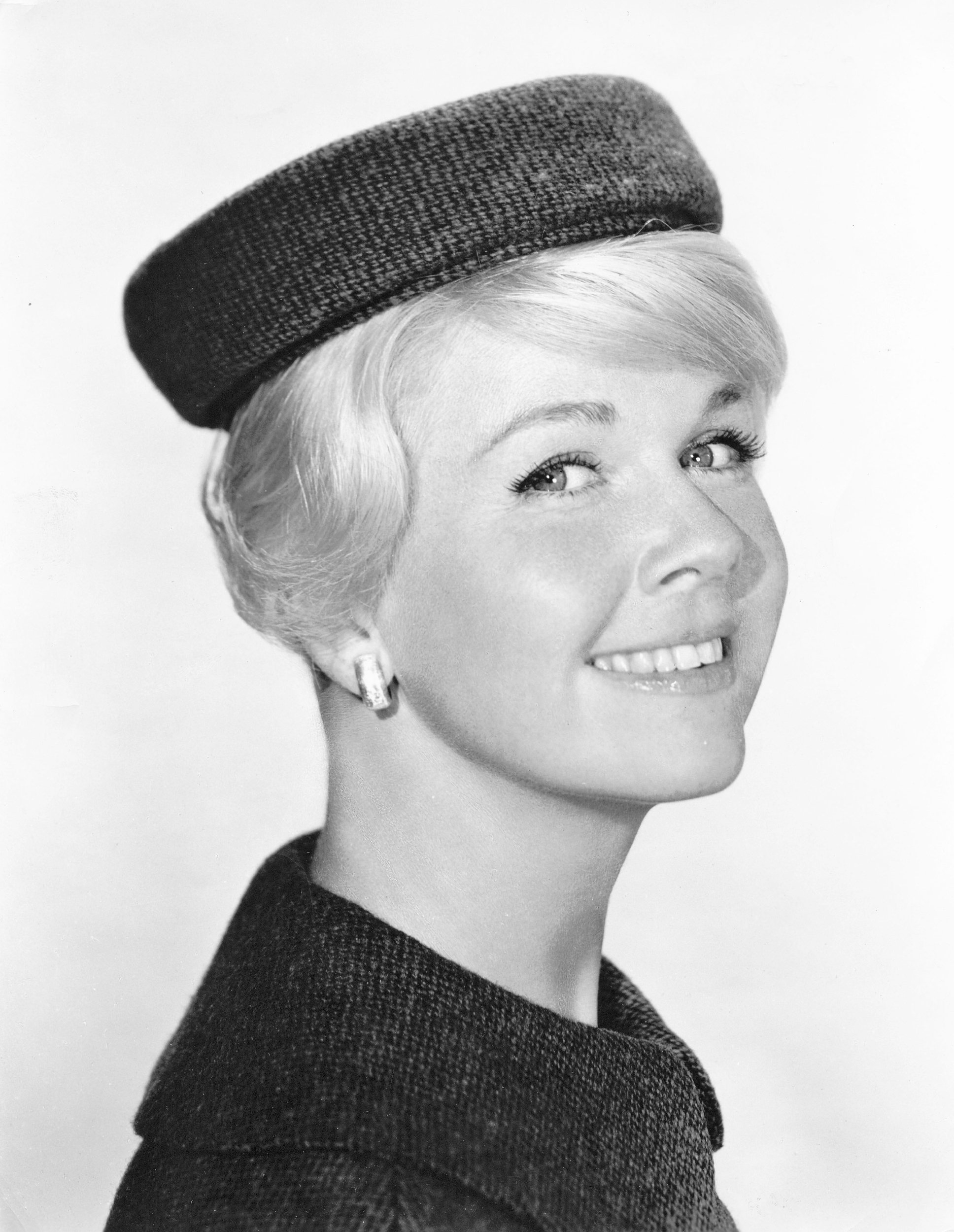
Doris Day dans Piège à minuit (1960).

Le 30 mars 1946, Doris Day épouse son deuxième mari George Weidler, le saxophoniste du groupe de Brown. Ils déménagent à Los Angeles où Day chante à la radio CBC et Weidler trouve du travail dans un groupe de musique. Doris Day est renvoyée de CBC dont les dirigeants pensaient qu’elle n’avait pas de talent et qu’elle n’irait pas loin dans sa carrière.
Peu de temps après son divorce avec George Weidler, Doris engage Al Levy comme manager et signe un contrat avec Columbia Records. Grâce à ce contrat, elle est invitée à passer une audition pour son premier film Romance à Rio (Romance on the High Seas) en 1947. Sous contrat pendant sept ans, de 1948 à 1954, avec Warner Bros, Doris joue dans plusieurs films musicaux parmi lesquels : La Femme aux chimères (Young Man With a Horn), Il y a de l'amour dans l'air (My Dream is Your Dream), I’ll See You in My Dreams et La Blonde du Far-West (Calamity Jane). Elle épouse en 1951 son nouveau manager Marty Melcher qui adoptera son fils Terry qu'elle a eu avec son premier mari.
C’est une vedette populaire des comédies familiales. Partenaire de Rock Hudson ou Cary Grant, elle incarne à l'écran une femme saine et vertueuse. Doris Day tourne aussi avec les plus grands réalisateurs  : Michael Curtiz, David Butler, Charles Vidor, Alfred Hitchcock.
Dans le même temps, elle enregistre de nombreux albums. Certains de ceux-ci sont les bandes sonores des films dans lesquels elle joua, et d'autres des albums qu'elle enregistra en tant que chanteuse solo.

### Fin de carrière au cinéma et poursuite à la télévision
En 1968, elle arrête le cinéma et continue sa carrière, comme de nombreuses actrices de sa génération, à la télévision. Marty Melcher, son mari, meurt d'une cardiomégalie juste avant le début du tournage de sa série Doris Day comédie (The Doris Day Show) en 1968. Après cinq ans de télévision, Doris Day décide d'arrêter le show-business pour se consacrer à sa nouvelle passion, les droits des animaux.
En 1975, elle publie son autobiographie, intitulée Doris Day, Her Own Story.

### Mort
Doris Day meurt le 13 mai 2019 à Carmel-by-the-Sea en Californie des suites d’une pneumonie.

## Cinéma
Son premier film est Romance à Rio. Lorsque Doris Day commence à tourner, elle n'a aucune formation ni expérience comme actrice. Elle se fie à son instinct et son expérience comme chanteuse de big band. La revue de film New-York Tribune croit en ses talents d'actrice et dit à son sujet : « Day has much to learn about acting, but she has personality enough to take her time about it. » Elle travaille avec une variété d'acteurs comme Jack Carson, Gene Nelson, Lee Bowman, Dennis Morgan, S. Z. Sakall, Gordon MacRae, Billy De Wolfe, Ray Heindorf, David Butler, James Cagney.
Doris Day n'avait pas pour but de devenir actrice. Elle pensait faire carrière comme danseuse à Hollywood avec son partenaire de danse Jerry Dougherty. Son accident d'automobile met fin à ces rêves.
Au début de sa carrière comme chanteuse, elle obtient le rôle principal dans Romance à Rio grâce à sa voix sensuelle. Doris Day acquiert de l'expérience comme actrice, et avec chaque nouveau film ses personnages prennent une nouvelle profondeur. Par ailleurs, sa voix ne cesse d'émerveiller les gens lorsqu'elle chante dans les films musicaux. Elle travaille sous contrat avec Warner Bros. durant sept ans. Dans son troisième film Les Travailleurs du chapeau, elle commence à être reconnue comme actrice, chanteuse et danseuse aux yeux du public. Elle joue peu après dans La Femme aux chimères. Le film est basé sur la vie d'un musicien de jazz Bix Beiderbecke. Musicalement, le film fait honneur au talent de Doris Day, car la musique de big band est celle qu'elle a beaucoup chantée dans le groupe Les Brown.
Le film Calamity Jane (1953) est un des films musicaux les plus populaires. Doris Day s'identifie beaucoup à Calamity. Elle dit : « Calamity Jane is the real me. When I was a little girl I was a Tomboy ; I liked to do what boys did - climb trees, go skating. Yet at the same time I loved dolls… » Doris Day gagne l'or[Quoi ?] pour la meilleure chanson en 1954, Secret Love. Elle est nommée en 1960 pour l'Oscar de la meilleure actrice dans Confidences sur l'oreiller. Elle joue dans des comédies musicales, drames, films romantiques entre autres. Dans tout ce que Doris Day accomplit comme personne, on retrouve toujours une expression de ses expériences. Doris Day est un symbole de l'après-Seconde Guerre mondiale.
À la fin de son contrat avec Warner Bros., elle joue dans une série de films comme Les Pièges de la passion pour la MGM. Pique-nique en pyjama est un autre film devenu célèbre dans lequel elle incarne une employée d'une manufacture de pyjamas qui tombe amoureuse d'un chef d'équipe embauché par le patron pour faire opposition à l'implantation d'un syndicat dans l'entreprise. Pique-nique en pyjama est la première comédie musicale classique dans laquelle apparaît Doris Day. Le deuxième film dans lequel elle joue après la fin de son contrat est L'Homme qui en savait trop d'Alfred Hitchcock. Doris Day y est reconnue, entre autres, pour son interprétation de la chanson Que sera, sera (Whatever Will Be, Will Be). Dans le film Le Bal du printemps, elle gagne la médaille d'or pour la meilleure performance d'actrice en 1951. Elle joue aussi dans des comédies comme Le Chouchou du professeur et Ne mangez pas les marguerites qui confirment son talent d'actrice.

## Enregistrements
La voix sensuelle de Doris Day couvrait divers styles et genres musicaux, le blues, jazz, ballade, rock 'n' roll, pop, big band, etc., malgré le fait qu’elle jouait dans des comédies romantiques ou films typiquement américains lors des années 1940, 1950, 1960. Les films dans lesquels elle joua furent reconnus grâce à ses talents de chanteuse et de danseuse. Sa carrière comme chanteuse solo commença en 1947 pour se terminer en 1967. Elle enregistra plus de six cents chansons populaires, qu'elle chanta dans les films auxquels elle participa. Avant de commencer sa carrière comme chanteuse solo, elle chantait dans le groupe de Les Brown. Douze des chansons de ce groupe figurèrent sur le Top Twenty Countdown. Son interprétation ressemble beaucoup au jazz, surtout à la chanteuse Ella Fitzgerald que Doris Day admire beaucoup.
Doris Day fut souvent reconnue comme une crooner dans le genre de Bing Crosby et Frank Sinatra qui chantait d’une façon intime dans le micro, ce qui donne l'impression que Doris Day s'adressait directement au spectateur. Non seulement elle avait un style de jazz avec un mélange de crooner, mais elle avait un contrôle incroyable sur sa voix. Lors d'une entrevue avec le New-York Times, Doris Day définit son talent comme chanteuse : « I like the simplest form of music. I would prefer singing with just a guitar or piano. » En revanche, la plupart des enregistrements qu'elle réalisa présentent une grande variété d'instruments.
Elle enregistrait des chansons à la manière de ‘40’s hep cat jive’ comme Beau Night in Hotchkiss Corners et Alexander the Swoose (Half Swan Half Goose). Lorsque le groupe de Les Brown et Day enregistre Sentimental Journey (en) au mois de novembre 1944, la chanson gagna beaucoup de popularité et de prestige.

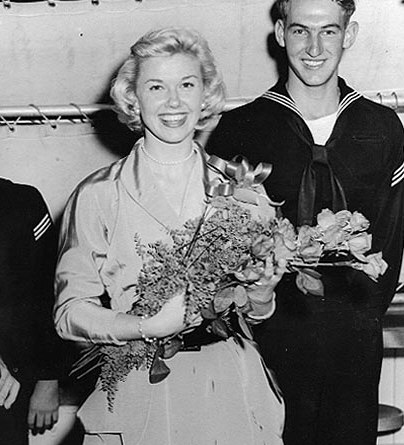
Doris Day en 1952.

Sa carrière de chanteuse solo est divisée en deux temps. La première partie débute en 1947 et se termine vers l’année 1956. Elle enregistre plusieurs albums solos qui couvrent une variété de style et de genre musical. En même temps Columbia Records sort les albums des films dans lesquelles Doris Day chante. La deuxième phase de sa carrière solo commence en 1957 et se termine en 1967. Dans cette période, elle enregistre l’album Day by Day, The Love Album. Soixante-seize de ses chansons figurèrent dans le single charts, vingt-et-une de ses chansons dans le top ten et sept de ses chansons furent numéro un à la radio. Bewitched, Bothered, Bewildered, A Guy Is a Guy (en), If I Give My Heart to You (en), Love Somebody, My Dreams Are Getting Better All The Time (en) (sept semaines consécutives au numéro un), Secret Love (en) et Sentimental Journey (en) (neuf semaines consécutives numéro un).
On la retrouve en duo avec des chanteurs et chanteuses comme Frank Sinatra, Buddy Clark, Dinah Shore, Donald O'Connor, Frankie Laine, Guy Mitchell, Johnnie Ray, Bing Crosby et plusieurs autres. Doris Day et Sinatra ont chanté Let’s Take an Old Fashioned Walk, une chanson du Broadway Miss Liberty. Frank Sinatra et Doris Day chantèrent un autre duo sur le programme de Radio Your Hit Parade que Sinatra présentait. Elle chanta plusieurs chansons de Broadway comme I've Never Been in Love Before et Bushel and a Peck de la comédie Blanches colombes et vilains messieurs. Elle commença à enregistrer des albums conceptuels de diverses chansons américaines populaires. Son premier album concept fut Day by Day (1956). L’album contient douze chansons dont la plupart viennent des années 1930 et qui tournent autour de la thématique de la romance tard le soir. Avant cet album, elle chante la chanson populaire Que sera, sera (Whatever Will Be, Will Be) dans le film de Alfred Hitchcock, L'Homme qui en savait trop, première chanson qui l'aurait amenée à ses albums conceptuels. Doris Day collabora avec Frank De Vol pour plusieurs chansons et albums qu’elle enregistra. La chanson Everybody Loves a Lover (en) composée en 1958, fut la dernière chanson de Doris Day qui se classe dans le Top Forty (en). Day remporte un Oscar pour la meilleure performance vocale, grâce à cette chanson, qui arrive au numéro six dans le Cash Box et le classement du Billboard.

## Télévision

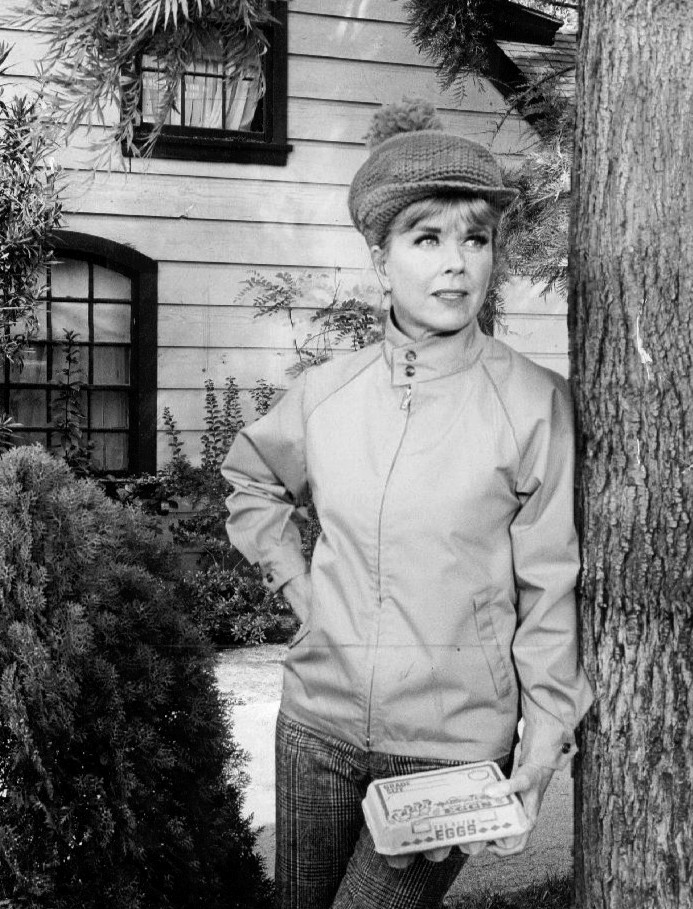
Doris Day en 1968 dans Doris comédie.

Le 2 juin 1954, Doris Day participe à sa première émission de télévision, What's My Line?. Trois ans plus tard, le 8 septembre 1957, Doris apparaît sur le même programme télévisé. Elle n'apparaît plus à la télévision jusqu'au début de sa série Doris Day comédie en 1968. Son mari Marty Melcher tombe très malade et meurt juste avant qu'elle apprenne qu'il avait signé un contrat avec CBS pour tourner une série. Pour couronner le tout, Doris apprend qu'elle vient de perdre toute sa fortune et est endettée.
Marty et Doris Day avaient fait confiance à la mauvaise personne pour leur placements financiers. La série de Doris Day débute six semaines après la mort de son mari et dure cinq ans. Après la première saison, elle engage un nouveau producteur, de nouvelles personnes pour réécrire la série. C'est la première fois que Doris prend en charge sa carrière et qu'elle a le dernier mot sur ce qu'elle va chanter, dire ou les vêtements qu'elle va porter. Peu après, elle apparaît dans l'émission The Mike Douglas Show ; en 1976, elle parle de son mariage avec Al Jorden publiquement pour la première fois. Elle est aussi apparue sur The Tonight Show et The Merv Griffin Show (en). Il y eut des documentaires sur la vie de Doris Day, en 1989, « I don't Even Like Apple Pie » sur BBC TV en 1991 le documentaire de PBS intitulé « Doris Day: Sentimental Journey ». Elle apparaît aussi sur l'émission « Vicky! » pour promouvoir son organisation pour les droits des animaux.

## Engagement
Pendant sa convalescence après son accident de voiture, Doris Day se rapproche de son chien Tiny qui lui tient compagnie. Un jour, Doris, qui marchait encore avec des béquilles, avait sorti Tiny sans laisse et une voiture percuta l'animal, qui mourut sur le coup. La culpabilité pour la mort de son chien fut à l'origine de son intérêt pour les droits des animaux. Elle devint une militante reconnue de leurs droits. Cette passion se développa plus sérieusement au début du tournage de sa série Doris Day comédie en 1973. Elle dépassa même sa passion pour la danse, le chant et la comédie. Doris Day est engagée envers les animaux, elle les traite comme des humains[réf. nécessaire]. Elle croit que la communication avec les animaux et le respect sont très importants. En 1977, Doris Day fonde, avec son mari Barry Comden, sa propre œuvre caritative pour animaux appelée Doris Day Pet Foundation. Doris et Barry offrent 100 000 $ de leur propre argent pour aider l'œuvre à ses débuts. « … a kennel was opened in the San Fernando Valley, homes were found for dogs and cats, and urgent medical attention was provided for animals in need. »
Quand Doris voulait souligner un cas particulier d'agression contre des animaux, elle n'avait qu’à appeler la Maison-Blanche et demander à parler au président, Ronald Reagan qui avait joué dans le film The Winning Team avec elle. L'organisation fut reconnue officiellement The Doris Day Animal Foundation et devint une organisation nationale à but non lucratif. L’organisation propose un programme de non-violence, formant policiers, travailleurs sociaux, etc., qui voyagent à travers le pays pour donner des séminaires afin de démontrer que la violence contre les animaux est un crime.
Doris Day s'est engagée activement dans la lutte contre le sida pendant de nombreuses années. Son engagement a été principalement axé sur la sensibilisation et la collecte de fonds pour la recherche. Elle a coorganisé plusieurs événements de collecte de fonds pour des organisations caritatives liées et a contribué financièrement à des programmes de recherche et de soutien pour les personnes touchées par la maladie. Le Magazine canadien Gay Globe lui a consacré en 2011 une couverture hommage.

## Discographie
Enregistrement complet du groupe Les Brown
Album sorti en 2001 sur Jazz Factory :
Dig It,
Let’s be Buddies,
While The Music Plays On,
Three at a Table for Two,
Between Friends,
Broomstreet,
Barbara Allen,
Celery Stalks at Midnight,
Amapola,
Easy as Pie,
Booglie Wooglie Piggie,
Beau Night in Hotchkiss Corners,
Alexander the Swoose (Half Swan Half Goose),
Made Up My Mind,
Keep Cool Fool,
Sentimental Journey (en),
My Dreams Are Getting Better All the Time,
He’s Home for a Little While,
Taint Me,
I’ll Always Be with You,
A Red Kiss on a Bleu Letter,
Till the End of Time,
He’ll have to Cross the Atlantic,
I’d Rather Be With You,
Come to Baby, Do,
Aren’t You Glad You’re You,
The Last Time I Saw You,
We’ll Be Together Again,
You Won’t Be Satisfied Until you Break My Heart,
In The Moon Mist,
Day By Day,
There’s Good Blues Tonight,
All Through The Day,
The Deevil, Devil, Divil,
I Got the Sun in the Morning,
My Number One Dream Came True,
The Whole World is Singing My Song,
Are You Still in Love With Me,
Sooner or Later,
You Should Have Told Me,
The Christmas Song,
It Could Happen To You
Bande sonore de divers films enregistrée avec Colombia Records
- 1950 :
  - La Femme aux chimères (Young Man with a horn) : Jo Jordan
  - No, no, Nanette : Nanette Carter
- 1951 :
  - Escale à Broadway : Melinda Howard
  - Le Bal du printemps (On Moonlight Bay) : Marjorie 'Marjie' Winfield
  - La Femme de mes rêves (I'll See You in My Dreams) : Grace LeBoy Kahn
- 1952 : Avril à Paris (April in Paris) : Ethel S. 'Dynamite' Jackson
- 1953 :
  - La Maîtresse de papa (By the Light of the Silvery Moon): Marjorie Winfield
  - La Blonde du Far-West (Calamity Jane) : Calamity Jane
- 1954 : Un amour pas comme les autres : Laurie Tuttle
- 1955 : Les Pièges de la passion (Love me or leave me) : Ruth Etting
- 1957 : Pique-nique en pyjama (The Pajama Game) : Katherine 'Babe' Williams
- 1962 : La Plus Belle Fille du monde (Billy Rose's Jumbo) : Kitty Wonder

## Filmographie

### Comme actrice

#### Cinéma
- 1941 : Divorce en musique (Lady Be Good) de Norman Z. McLeod : une débutante (non créditée)
- 1948 : Romance à Rio (Romance on the High Seas) de Michael Curtiz : Miss Georgia Garrett
- 1949 : Il y a de l'amour dans l'air (My Dream Is Yours) de Michael Curtiz et Friz Freleng : Martha Gibson
- 1949 : Les Travailleurs du chapeau (It's a Great Feeling) de David Butler : Judy Adams
- 1950 : La Femme aux chimères (Young Man with a Horn) de Michael Curtiz : Jo Jordan
- 1950 : No, no, Nanette (Tea for Two) de David Butler : Nanette Carter
- 1950 : Les Cadets de West Point (The West Point Story) de Roy Del Ruth : Jan Wilson
- 1951 : Storm Warning de Stuart Heisler : Lucy Rice
- 1951 : Escale à Broadway (Lullaby of Broadway) de David Butler : Melinda Howard
- 1951 : Le Bal du printemps (On Moonlight Bay) de Roy Del Ruth : Marjorie « Marjie » Winfield
- 1951 : La Femme de mes rêves (I'll See You in My Dreams) de Michael Curtiz : Grace LeBoy Kahn
- 1951 : La Ronde des étoiles (Starlift) de Roy Del Ruth : apparition
- 1952 : The Winning Team de Lewis Seiler : Aimee Alexander
- 1952 : Avril à Paris (April in Paris) de David Butler : Ethel S. « Dynamite » Jackson
- 1953 : La Maîtresse de papa (By the Light of the Silvery Moon) de David Butler : Marjorie Winfield
- 1953 : So You Want a Television Set de Richard L. Bare (court-métrage) : apparition
- 1953 : La Blonde du Far-West (Calamity Jane) de David Butler : Calamity Jane
- 1954 : Mademoiselle Porte-bonheur (Lucky Me) de Jack Donohue : Candy Williams
- 1954 : Un amour pas comme les autres (Young at Heart) de Gordon Douglas : Laurie Tuttle
- 1955 : Les Pièges de la passion (Love Me or Leave Me) de Charles Vidor : Ruth Etting
- 1956 : L'Homme qui en savait trop (The Man Who Knew Too Much) d'Alfred Hitchcock : Dorothée « Dot » McKenna
- 1956 : Le Diabolique M. Benton (Julie) d'Andrew L. Stone : Julie Benton
- 1957 : Pique-nique en pyjama (The Pajama Game) de George Abbott et Stanley Donen : Katherine « Babe » Williams
- 1958 : Le Chouchou du professeur (Teacher's Pet) de George Seaton : Erica Stone
- 1958 : Le Père malgré lui (The Tunnel of Love) de Gene Kelly : Isolde Poole
- 1959 : Train, Amour et Crustacés (It Happened to Jane) de Richard Quine : Jane Osgood
- 1959 : Confidences sur l'oreiller (Pillow Talk) de Michael Gordon : Jan Morrow
- 1960 : Ne mangez pas les marguerites (Please Don't Eat the Daisies) de Charles Walters : Kate Mackay
- 1960 : Piège à minuit (Midnight Lace) de David Miller : Kit Preston
- 1961 : Un pyjama pour deux (Lover Come Back) de Delbert Mann : Carol Templeton
- 1962 : Un soupçon de vison (That Touch of Mink) de Delbert Mann : Cathy Timberlake
- 1962 : La Plus Belle Fille du monde ou Jumbo, la sensation du cirque (Billy Rose's Jumbo) de Charles Walters : Kitty Wonder
- 1963 : Le Piment de la vie (The Thrill of It All) de Norman Jewison : Beverly Boyer
- 1963 : Pousse-toi, chérie (Move Over, Darling) de Michael Gordon : Ellen Wagstaff Arden alias Eva Swensen / Eve
- 1964 : Ne m'envoyez pas de fleurs (Send Me No Flowers) de Norman Jewison : Judy Kimball
- 1965 : Ne pas déranger s'il vous plaît (Do Not Disturb) de Ralph Levy : Janet Harper
- 1966 : La blonde défie le FBI (The Glass Bottom Boat) de Frank Tashlin : Jennifer Nelson
- 1967 : Le Ranch de l'injustice (The Ballad of Josie) d'Andrew V. McLaglen : Josie Minick
- 1967 : Opération Caprice (Caprice) de Frank Tashlin : Patricia Fowler
- 1968 : Que faisiez-vous quand les lumières se sont éteintes ? (Where Were You When the Lights Went Out?) de Hy Averback : Margaret Garrison
- 1968 : Il y a un homme dans le lit de maman (With Six You Get Eggroll) d'Howard Morris : Abby McClure

#### Télévision
- 1968 : Doris Day comédie (The Doris Day Show) (série télévisée) : Doris Martin.

### Comme productrice
- 1968 : Doris Day comédie (The Doris Day Show) (série télévisée)

## Hommages
En 1970, le titre Dig It de l'album des Beatles Let it be mentionne, entre autres personnalités, Doris Day.
En 1984, le groupe de musique Wham! chante « You make the sun shine brighter than Doris Day... » dans son titre phare Wake Me Up Before You Go-Go.
En 1989, Billy Joel la mentionne en deuxième position de sa chanson We Didn't Start the Fire.
En 2002, l'écrivain Jean Echenoz fait de Doris Day et de Dean Martin des personnages importants de son roman Au piano, au caractère parfois fantastique : le couple d'acteurs étant des anges au paradis, attachés à l'accueil des nouveaux arrivants.